# Wolfgang Oehme
Wolfgang Oehme (* 18. Mai 1930 in Chemnitz; † 15. Dezember 2011 in Towson bei Baltimore, Maryland) war ein deutsch-amerikanischer Gartenarchitekt.

## Leben
Oehme war der einzige Sohn eines Polizisten. Er wuchs im Wissmannhof in Chemnitz auf. Bereits als Kind arbeitete Oehme im Schrebergarten seines Onkels im Yorckgebiet am Knappteich, was ihn bleibend beeindruckte. Der Garten wurde auch wichtig für die Versorgung der Familie mit Lebensmitteln. Oehmes Vater wurde 1943 nach Bitterfeld versetzt. Die Familie zog in ein Haus in der Richard-Wagner-Straße 11, das einen Garten besaß, in dem Oehme Gemüse anbaute. Oehme verließ 1947 die Schule und begann eine Lehre in der Gärtnerei Illge. Nach Abschluss seiner Lehrzeit arbeitete er im städtischen Gartenamt, wo ihn der Landschaftsarchitekt Hans-Joachim Bauer mit den Ideen Karl Foersters vertraut machte. Ab 1952 arbeitete er in der Gärtnerei Späth im Baumschulenweg in Ost-Berlin.
Oehme studierte von 1952 bis 1954 in Dahlem an der Lehr- und Forschungsanstalt für Gartenbau (LuFA) mit einem Stipendium Gartenarchitektur. Zeichnen und Chemie lagen ihm jedoch nicht, er interessierte sich mehr für die gärtnerische Praxis. 1953 half er, auf dem Gelände der Internationalen Gartenschau im Alten Elbpark in Hamburg (Planten un Blomen) Gräben anzulegen. Er bewunderte den Gestalter der Ausstellung, Karl Plomin. Oehme übersiedelte 1953 nach West-Berlin. Nach dem Studium arbeitete er in der Gärtnerei Waterer Sons & Crisp in Bagshot und bekam dann eine Stelle bei dem städtischen Grünflächenamt in Frankfurt am Main. Ab 1956 war er bei der Firma Delius in Nürnberg beschäftigt. 
Oehme, ein großer Bewunderer der Werke von Karl May wanderte 1957 auf Empfehlung von Hubert Owens von Nürnberg in die USA aus, nachdem er zu Weihnachten noch einmal seine Familie in der DDR besucht hatte. Nach Zwischenlandungen in Irland, Island und Neufundland landete er auf dem Idlewild-Flughafen in New York City. Zunächst arbeitete er für den Landschaftsarchitekten Bruce Baetjer, bevor er 1959 in der Baltimore County Office of Planning and Zoning and Recreation and Parks als Landschaftsarchitekt angestellt wurde. Er entwarf unter anderem Spielplätze und Golfplätze. 1966 wechselte er zu der Firma Rouse Co. und entwarf Gärten mit Ziergräsern und Stauden, aber ohne Rasenflächen. Seine Arbeit war schwierig, weil es kaum Gärtnereien gab, die geeignete Pflanzen verkauften. Mit Hilfe von Leo Vollmer gründete Oehmes Partner Kurt Bluemel 1964 eine Gärtnerei, die entsprechende Pflanzen bereitstellen konnte.
1977 gründete Oehme mit dem amerikanischen Landschaftsplaner James van Sweden eine eigene Firma in Washington, Oehme, van Sweden & Associates (OvS). Ihr Stil wurde als der „Neue Amerikanische Garten“ („the New American Garden“) vermarktet. 2008 zog er sich aus der Firma zurück und gründete mit Carol Oppenheimer die WOCO Organic Gardens LLC.
Er fuhr häufig nach Deutschland, um Pflanzen einzukaufen und besuchte hier botanische Gärten und besonders die Bundesgartenschauen. Außerdem schmuggelte er, versteckt in einem ausgehöhlten Buch, Samen in die USA, da hier die Auswahl an Zierpflanzen zunächst sehr beschränkt war. Auch Verwandte in Deutschland sandten ihm Samen zu. In seinen späteren Jahren wurde er zunehmend exzentrisch, sein fehlendes Gefühl für Finanzen führte zu Konflikten innerhalb der Firma.
Oehme war mit Shirley Zinkhan verheiratet, die Ehe wurde 2004 geschieden. Aus der Ehe ging ein Sohn, Roland Oehme, hervor. Oehme starb im Alter von 81 Jahren an Magenkrebs.
Der englische Gartenautor Noel Kingsbury beschreibt Oehme als einen Eigenbrötler, dem nur seine Gärten wichtig waren. Er berichtet, wie Oehme einen von ihm gestalteten Garten besuchte und Fleißige Lieschen ausriss, die die Eigentümer gepflanzt hatten, die ihm aber missfielen. Darauf angesprochen, sagte er: „Das ist mein Garten, nicht Ihrer!“ Oehme sprach zeitlebens mit sächsischem Akzent.

## Stil
Oehme war stark durch den deutschen Gartenarchitekt Karl Foerster beeinflusst. Er stand später mit dessen Witwe, Eva Foerster, im Briefwechsel und schickte ihr Samen aus Amerika. Er war auch in Kontakt mit ihrer Tochter Marianne Foerster. Den Katalog der Gärtnerei Foerster bezeichnete er als „seine Bibel“, Foersters Forderung nach „Blüten in allen Jahreszeiten“, sowie „Gräßlich ein Garten ohne Gräser“ wurde zu seinem Wahlspruch. Er verteilte Foersters Buch „Einzug der Farne und Gräser in die Gärten sowie einiger bedeutungsvoller Blattschmuckstauden“ (1957) an viele seiner Kunden, auch wenn sie kein Deutsch sprachen.
Seit 1962 entwarf Oehme Gärten ohne Rasen, damals in den USA eine revolutionäre Neuerung. Er wurde so in den 1970er Jahren in den USA Pionier eines neuen Stils, der sterile (und bewässerungsintensive) Rasenflächen durch ausgedehnte Pflanzungen von Stauden und vor allem Gräsern ersetzte. Oehme beschreibt dies als „Kreuzzug“. In seinem Nachruf nennt ihn der amerikanische Journalist Jacques Kelly den „Gräserpapst“. Die in geschwungenen Reihen gepflanzten Gräser und hohen Stauden ergeben einen prärieähnlichen Effekt, der unter anderem die Arbeit des niederländischen Gartenarchitekten Piet Oudolf (Chicago High Line) beeinflusste.
Zu seinen Lieblingspflanzen gehörten Rudbeckia fulgida 'Goldsturm' und Calamagrostis x acutiflora (von Bluemel aus der Schweiz importiert); auch Federgras, Dost, Blauraute, Yucca, Bambus, Stielblütengras, Lampenputzergräser, Rutenhirse und Mauerpfeffer verwendete er häufig. Dagegen verabscheute er Rasen und Azaleen.
In einem Interview mit der Baltimore Sun betonte er 2005 seine Vorliebe für naturnahe Gärten: „most people like [their gardens] tame, I like it wild.“ In seinen Pflanzungen legte Oehme aber keinen Wert auf die Verwendung einheimischer Arten, sondern war vor allem am ästhetischen Gesamteindruck interessiert. Die traditionellen amerikanischen Rasenflächen bezeichnete Oehme als friedhofsähnlich.

## Gärten
Der Garten von Pauline und Leo Vollmer in Maryland war einer der ersten amerikanischen Privatgärten, den Oehme nach seinen Ideen gestaltete. Das Ehepaar half, seine Ideen bei wohlhabenden Amerikanern populär zu machen.
Oehme entwarf mehrere öffentliche Grünflächen in Baltimore, wie etwa dem Mittelstreifen des Baltimore-Washington Parkway und den Seitenstreifen der North Charles Street. Auch zahlreiche öffentliche Flächen in seinem Wohnort Towson wurden von Oehme bepflanzt.
Mit seinem Teilhaber James van Sweden entwarf er unter anderem den Hudson River Park im Battery Park in Manhattan am Ufer des Hudson River und den Garten von Alex and Carole Rosenberg auf Long Island, ebenfalls in New York. Dieser, mit Gräsern und Stauden bepflanzt, wurde zu einer Art Mustergarten des New-Perennial Movement. In Washington entwarfen sie die Pennsylvania Avenue, den Francis Scott Key Park, die Begrünung des Reagan National Airport, der Schatzmeisterei, der National Gallery of Art, the International Center und die Virginia Avenue Gardens der „Federal Reserve Bank“ in der Pennsylvania-Avenue in Washington (1976), sowie des Nationaldenkmals für den Zweiten Weltkrieg, den „New American Garden“ im National Arboretum, den German-American Friendship Garden um einen 1983 von Karl Carstens gepflanzten Baum und den Park „Freedom Plaza“. Für die Universität von Minnesota entwarfen sie die Morrill Hall Gardens, für den U.S. Fish and Wildlife Service das National Education and Training Center campus in Shepherdstown, West Virginia. Die Firma arbeitete auch für zahlreiche Medienpersönlichkeiten, wie den Fernsehstar Oprah Winfrey.
In Deutschland entwarf Oehme den Garten der Allianz Versicherung in Magdeburg, Grünanlagen in Chemnitz und in Bitterfeld die Begrünung der verseuchten Abraumhalden.

## Auszeichnungen und Mitgliedschaften
Oehme war Mitglied der American Society of Landscape Architects. 1992 erhielt er den „Landscape Design Award“ der American Horticultural Society, 2002 die George Robert White Medal of Honor, 2011 den Longhouse Award.
Er lehrte an den Universitäten von Pennsylvania und Georgia.

## Werke
- mit James Van Sweden: Gardening with Water: How James van Sweden and Wolfgang Oehme build and plant Fountains, swimming Pools, Lily Ponds, water edges. Random, New York 1994, ISBN 0-679-42946-8.
- mit James Van Sweden: Bold Romantic Gardens. The New World Landscapes of Oehme and van Sweden. (Photos von Susan Rademacher Fry) Spacemaker Press, Washington D.C. 1998, ISBN 1-888931-10-8.
- mit James van Sweden: Gardening with Nature: How James van Sweden and Wolfgang Oehme Plant Slopes, Meadows, Outdoor Rooms and Garden Screens. Random House, New York 1997, ISBN 0-679-42947-6.
- mit John Greenlee und Derek Fell: The Encyclopedia of Ornamental Grasses: How to grow and use over 250 beautiful and versatile Plants. Rodale Books, Emmaus 1992, ISBN 0-87596-100-2.